# メルチェナスコ
メルチェナスコ（伊: Mercenasco）は、イタリア共和国ピエモンテ州トリノ県にある、人口約1,300人の基礎自治体（コムーネ）。
ピエモンテ語で、Mersnasch 。

## 地理

### 位置・広がり

#### 隣接コムーネ
隣接するコムーネは以下の通り。
- バローネ・カナヴェーゼ
- カンディア・カナヴェーゼ
- クチェーリオ
- モンタレンゲ
- オーリオ・カナヴェーゼ
- ロマーノ・カナヴェーゼ
- スカルマーニョ
- ストランビーノ